# (4012) Geballe
(4012) Geballe es un asteroide perteneciente al cinturón de asteroides, descubierto el 7 de noviembre de 1978 por Eleanor F. Helin y el también astrónomo Schelte John Bus desde el Observatorio del Monte Palomar, Estados Unidos.

## Designación y nombre
Designado provisionalmente como 1978 VK9. Fue nombrado Geballe en honor al astrónomo estadounidense T. R. Geballe, creador de la primera clasificación de los objetos infrarrojos subestelares.